# Barjatino
Barjatino (in russo Барятино?) è un villaggio della Russia europea, nell'oblast' di Kaluga; è il centro amministrativo del distretto Barjatinskij.
Si trova 32 km a est di Kaluga.